# 조 (중국 성씨)

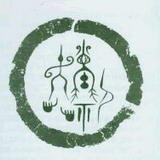

짜오([Zhào]赵), 차오([cáo]曹)는 타이완 및 중국의 성씨이다.

## 짜오 赵
짜오(赵, Zhào)씨는 주나라 목왕 때 산융 지역 산시성 호족 조보(造父)가 진(晉)나라에 속하였던 조(趙)에 봉해져 후에 조(趙)나라가 되므로 자손들이 성으로 삼았고, 조 무령왕이 유명하다.
전국시대 말기 조나라는 진나라 태자를 괴롭힌 죄로 진나라에 의해 수도 조나라 한단이 불태워지면서 멸망했다. 조고(趙高)는 진(秦)나라 환관으로 진나라 멸망의 계기가 되었다. 송나라의 국성이기 때문에 백가성(百家姓) 중에서 가장 먼저 나온다.
조(赵, Zhào) 성은 중국 국가 통계국의 2010년 제6차 전국인구조사(第六次全國人口普查)에서 약 2,750만 명으로 조사되었다. 중국 성씨 인구 순위 7위이며, 중국 인구의 2.29%를 차지한다.

## 차오 曹
조(曹, Cáo)씨는 초나라, 주나라, 초나라 조(曹)씨는 운(妘)씨에서 파생된 성씨로 전한다. 주무왕(周武王)의 동생 진탁(振鐸)이 조(曹)나라에 봉해져 후손들이 조(曹)을 성으로 하였다. 사용하는 9가지 성씨 가운데 조(曹)씨가 있다.
인물로는 서초의 장령 조구(曹咎), 후한 재상 조조(曹操), 삼국시대 위나라 개국자 조비(曹丕)등이 있다. 백가성(百家姓) 26위, 2013년 기준 30위의 성이다..

## 같이 보기
- 趙姓
- 曹姓